# La promesa
La promesa é uma telenovela espanhola exibida desde 12 de janeiro de 2023 pelo canal La 1 da Televisión Española.
Em 2024, La Promesa foi premiada com o Emmy Internacional de melhor telenovela, sendo a primeira vez que o prêmio foi conquistado por uma produção da Espanha.

## Exibição
Foi lançada originalmente no dia 12 de janeiro de 2023.
No Brasil, sua primeira temporada chegou primeiro no catálogo do streaming MAX em abril de 2024.
Sua primeira temporada foi exibida pelo canal pago TNT Novelas entre 01 de julho a 17 de dezembro de 2024 substituindo Yargi: Segredos de Família. entre os dias 18 de dezembro de 2024 a 03 de janeiro de 2025 foram reapresentados seus treze últimos capítulos até ser substituída por Lady, A Vendedora de Rosas.
Sua primeira temporada está sendo exibida pela segunda vez pelo TNT Novelas desde 09 de junho de 2025 às 14h00.
Em Portugal, está a ser exibida desde 16 de junho de 2025, pela TVI. Inicialmente, era exibida nas tardes do canal, mas devido às baixas audiências foi transferida para as madrugadas no dia 07 de julho, além de contar com uma duração reduzida, de cerca de meia hora.

## Enredo
Em 1913, Jana Expósito chega ao palácio La Promesa decidida a vingar a morte da mãe e a descobrir o paradeiro do irmão mais novo. Ela conhece Manuel e o resgata de um acidente de avião. Enquanto isso, o noivo Tomás é esfaqueado pela madrasta Cruz Ezquerdo, mãe de Manuel.

## Elenco
- Ana Garcés como Jana Expósito[5]
- Eva Martín como Cruz Ezquerdo[5]
- Manuel Regueiro como Alonso Luján[5]
- Arturo Sancho como Manuel Luján[5]
- María Castro como Pía Adarre[5]
- Joaquín Climent como Rómulo Baeza[5]
- Antonio Velázquez como Mauro Moreno[5]
- Andrea del Río como Teresa Villamil[5]
- Carmen Flores como Simona Martínez[5]
- Teresa Quintero como Candela Barcía[5]
- Carmen Asecas como Catalina Luján[5]
- Paula Losada como Jimena de los Infantes[5]
- Alicia Bercán como Leonor Luján[5]
- Alberto González como Juan Ezquerdo[5]
- Marga Martínez como Petra Arcos[5]
- Enrique Fortún como Lope Ruíz[5]
- Laura Simón como Lola Montoro[5]
- Sara Sánchez Molina como María Fernández[5][6]
- Jordi Coll como Tomás[7]

## Produção
A série é uma coprodução da RTVE e StudioCanal em colaboração com Bambú. Os locais de filmagem incluíram vários locais como o palácio El Rincón em Aldea del Fresno e o enredo El Jaral de la Mira,  bem como dois sets de filmagem com uma área de cerca de 3000 metros quadrados.

## Lançamento
Os dois primeiros episódios estrearam em horário nobre originalmente no dia 12 de janeiro de 2023. O lançamento regular começou posteriormente, aos poucos, começando um dia depois, em 13 de janeiro de 2023. A RTVE também distribuiu a telenovela para os Estados Unidos e também distribuiu pela América Latina, enquanto o StudioCanal cuidou da distribuição para outros países.
Seguindo os bons números de audiência da primeira temporada de 122 episódios, que terminou em 20 de junho de 2023, a telenovela foi renovada para uma segunda temporada
A Mediaset comprou os direitos da telenovela na Itália, com a mesma estreando no dia 29 de maio de 2023 com números de audiência positivos. Ao longo dos primeiros meses de transmissão, obteve bons índices de audiência (maior que em seu país de exibição original) que chegou a 25% (20 de junho de 2023).
A RTVE vendeu os direitos da série para o catálogo de streaming Max na região latino-americana.

## Prêmios e indicações
| Ano  | Prêmio                        | Categoria         | Indicado   | Resultado |
| 2024 | 52º International Emmy Awards | Melhor Telenovela | La promesa | Venceu    |